# Хардкор (порнография)

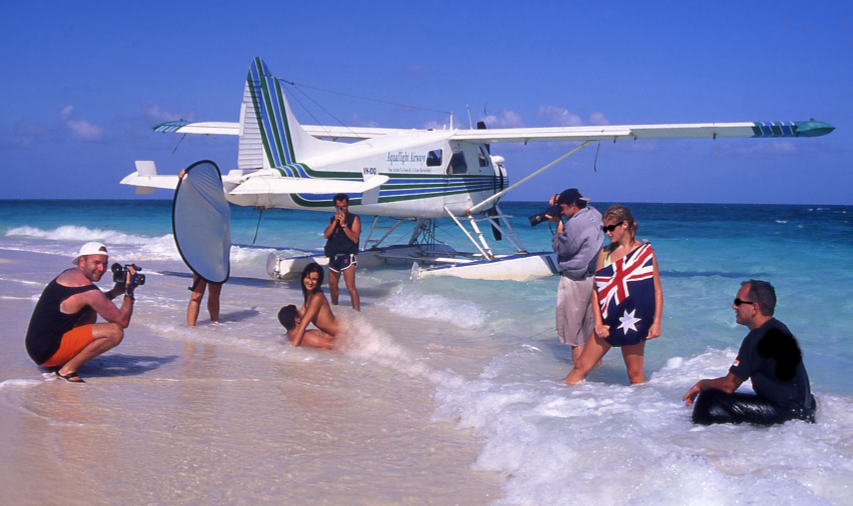
Съёмки хардкор-порнофильма в Австралии

Хардкор (англ. hardcore «жёсткий») — форма порнографии, особенностью которой являются половые акты, показанные предельно откровенно. Термин был придуман в конце двадцатого века для того, чтобы отличить хардкор от «мягкой» порнографии (англ. softcore). Может выражаться в форме фотографий, часто в журналах, или видео, но также может быть и мультфильмом. Англоязычное понятие hardcore примерно соответствует значению термина «порнография» в русском языке, тогда как softcore соответствует эротике.

## Легальность
Жёсткое порно было запрещено во многих странах до второй половины двадцатого века, когда многие правительства и законодатели, следуя изменениям в сексуальных и общественных нормах, разрешили ограниченный доступ к нему. Изначально доступ к такой продукции регулировался, то есть устанавливался возрастной ценз. Однако сейчас такое порно можно достаточно легко скачать из интернета без серьёзных ограничений. Доступ несовершеннолетних к жёсткому порно обычно запрещён.
Часто попытки легализации встречаются с энергичной оппозицией. В США законный статус порнографии в соответствии с конституционным правом свободы слова меняется от одного штата к другому и от одного города к другому.

## Статистика и доходы индустрии в разных странах

### Великобритания
В 2006 году The Independent сообщила о том, что более 9 миллионов взрослых британцев использовали порносервисы в Интернете. Исследование также показало рост числа женщин, интересующихся подобными сайтами, на одну треть, с 1,05 миллиона до 1,38. Исследование 2003 года показало, что треть всех пользователей Интернета в Великобритании смотрела жёсткую порнографию.

### США
В работе 2003 года Эрик Шлюссер оценил, что доходы от хардкор-порнографии сравнимы со сборами голливудских фильмов в стране. По его данным, хардкор-порновидео, порносайты, платное кабельное телевидение зарабатывают в год около 10 млрд долларов.